# Johannite
La johannite è un minerale.